# アウタザヴォーツカヤ線
アウタザヴォーツカヤ線（2号線）（ベラルーシ語:Аўтазаводская лінія; ロシア語:Автозаводская линия）はベラルーシ・ミンスク地下鉄の鉄道路線の一つ。市内を東西に走る。

## 路線データ
- 開業: 1990年12月31日
- 路線距離: 18.1km
- 駅数: 14
- 編成車両数: 5

## 歴史
1990年12月31日に開通。当初はフルンゼンスカヤ駅からトラクタルヌィ・ザヴォード駅までの5つの駅を結んでいたが（ペルシャマイスカヤ駅は開通時より3ヶ月遅れて開業）、1995年7月3日にマラジョージュナヤ駅及びプーシキンスカヤ駅が、1997年11月7日にパルティザンスカヤ駅及びアウタザヴォーツカヤ駅が、2001年9月5日にマヒリョウスカヤ駅が、2005年11月7日にスパルティウナヤ駅、クンツァウシチナ駅及びカーメンナヤ・ホルカ駅が開業し、現在は14つの駅を結ぶ。

## 駅
- カメンナヤ・ゴルカ駅
- クンツァウッシナ駅
- スパルティウナヤ駅
- プシキンスカヤ駅
- マラジョージナヤ駅
- フルンゼンスカヤ駅 - ジェリェナルージスカヤ線ユビレイナヤ・プロッシャ駅に連絡
- ニャミハ駅
- クパラウスカヤ駅 - マスコウスカヤ線カストリチニツカヤ駅に連絡
- ペルシャマイスカヤ駅
- プラレタルスカヤ駅
- トラクタルニ・ザヴォド駅
- パルティザンスカヤ駅
- アウタザヴォーツカヤ駅
- マヒリョウスカヤ駅